# オンリー・イエスタデイ
「オンリー・イエスタデイ」（Only Yesterday）は、カーペンターズが1975年に発表したシングル。

## 解説
アルバム『緑の地平線〜ホライゾン』からの第2弾シングル。同アルバムでは、新たに24トラックのマルチトラックレコーダーが導入されたが、リチャード・カーペンターによれば、この曲のレコーディングが最も手間がかかったという。
本国アメリカではBillboard Hot 100で4位、イージー・リスニング・チャート（後のアダルト・コンテンポラリー・チャート）で1位。カーペンターズの曲がBillboard Hot 100でトップ10入りしたのは、2018年12月現在、この曲が最後となっている。日本のオリコン洋楽シングルチャートでは1975年5月5日付〜7月28日付にかけて13週連続1位、年間2位を記録する。
2007年4月9日、イギリスのBBC Oneは、この曲からタイトルを取ったカーペンターズのドキュメンタリー番組『Only Yesterday：The Carpenters' Story』を放送した。

## 演奏
- カレン・カーペンター - リード・ボーカル、バッキング・ボーカル
- リチャード・カーペンター - バッキング・ボーカル、ピアノ、エレクトリックピアノ、ローズピアノ、オーケストレーション
- ジョー・オズボーン - ベースギター
- トニー・ペルーソ：ギター
- ジム・ゴードン：ドラムス
- ボブ・メッセンジャー：テナー・サクソフォーン
- アール・ドゥムラー：オーボエ
- 演奏者不明：パーカッション

## カヴァー
- 柳原幼一郎 - 『ドライブ・スルー・アメリカ』（1995年）
- 竹仲絵里 -トリビュート・アルバム『イエスタデイ・ワンス・モア〜TRIBUTE TO THE CARPENTERS〜』（2009年）
- NICOTINE - カーペンターズ楽曲のカバーアルバム『GOD SAVE THE CARPENTERS』（2009年）